# Roemenië op de Olympische Winterspelen 2006
Tijdens de Olympische Winterspelen van 2006 die in Turijn werden gehouden nam Roemenië voor de achttiende keer deel aan de Winterspelen.

## Deelnemers
Aan de acht sporten waarop Roemenië uitkwam namen 25 deelnemers deel, 16 mannen en 9 vrouwen.
| Sport          | Aantal | Mannen                                                                                                 | Vrouwen                                                       |
| -------------- | ------ | --- | ------------------------------------------------------------- |
| Alpineskiën    | 2      | Florentin-Daniel Nicolae                                                                               | Bianca-Andreea Narea                                          |
| Biatlon        | 5      | Marian Blaj                                                                                            | Dana Elena Plotogea Mihaela Purdea Alexandra Rusu Eva Tofalvi |
| Bobsleeën      | 6      | Levente Andrei Bartha Ioan Danut Dovalciuc Adrian Duminicel Mihai Iliescu Nicolae Istrate Gabriel Popa |                                                               |
| Kunstschaatsen | 2      | Gheorghe Chiper                                                                                        | Roxana Luca                                                   |
| Langlaufen     | 3      | Zsolt Antal Mihai Găliceanu                                                                            | Monika Gyorgy                                                 |
| Rodelen        | 4      | Cosmin Chetroiu Marian Lăzărescu Eugen Radu Ionuț Țăran                                                |                                                               |
| Schaatsen      | 2      | Claudiu Grozea                                                                                         | Daniela Oltean                                                |
| Shorttrack     | 1      | | Kătălin Kristo                                                |

Albanië · Algerije · Amerikaanse Maagdeneilanden · Andorra · Argentinië · Armenië · Australië · Azerbeidzjan · België · Bermuda · Bosnië en Herzegovina · Brazilië · Bulgarije · Canada · Chili · China · Chinees Taipei · Costa Rica · Cyprus · Denemarken · Duitsland · Estland · Ethiopië · Finland · Frankrijk · Georgië · Griekenland · Groot-Brittannië · Hongarije · Hongkong · Ierland · IJsland · India · Iran · Israël · Italië · Japan · Kazachstan · Kenia · Kirgizië · Kroatië · Letland · Libanon · Liechtenstein · Litouwen · Luxemburg · Macedonië · Madagaskar · Moldavië · Monaco · Mongolië · Nederland · Nepal · Nieuw-Zeeland · Noord-Korea · Noorwegen · Oekraïne · Oezbekistan · Oostenrijk · Polen · Portugal · Roemenië · Rusland · San Marino · Senegal · Servië en Montenegro · Slovenië · Slowakije · Spanje · Tadzjikistan · Thailand · Tsjechië · Turkije · Venezuela · Verenigde Staten · Wit-Rusland · Zuid-Afrika · Zuid-Korea · Zweden · Zwitserland